# Бурден, Франсуаза
Франсуаза Бурден (фр. Françoise Bourdin, 22 июля 1952, VIII округ Парижа, Франция — 25 декабря 2022[…], Вернон, Эр, Франция) — французская писательница. Одна из самых продаваемых литераторов Франции.

## Биография
Франсуаза Бурден родилась в Париже. Её отец, Роже Бурден, и её мать, Джорджи Буэ, были профессиональными оперными певцами. Франсуаза выросла в окружении кринолинов и сценических костюмов в атмосфере, которую сама описывала как прекрасную. Благодаря родителям открыла для себя оперу как вселенную, где искусство служит для освещения величайших страданий людей, их драм, их трагедий и эмоциональных взрывов. Она видела, как её мать «умирает» на сцене, берет на себя роли обезумевшей певицы и, пораженная, видит клубок самых неразрешимых страстей. В библиотеке своего отца она с радостью открыла для себя Жионо, Колетт, Мориака; затем Бодлер и Нерваль, замененные Прустом, Толстым, сестрами Бронте, Сартром, Золя, Дюма и Гюго…
Самостоятельным литературным творчеством увлеклась в детстве. Ещё одним увлечением была конная выездка. На манеже ей пришлось пережить трагедию — её жених покончил с собой на её глазах во время турнира по верховой езде, когда ей было 16 лет. Она говорила, что в то время начала думать об уходе из спорта, но сменила тренера, снова начала работать и стала жокеем. Она участвовала в скачках в Мезон-Лаффит и Шантийи. После смерти своего жениха она написала историю молодой женщины, влюбленной в лошадей, и назвала роман «Солнечная чайка» («Les soleils mouillés»). Эта история была опубликована в 1972 году (на тот момент ей было 19 лет) издательством Julliard Editions. Её вторая книга, «Волны жёлтой травы» («De vagues herbes jaunes») была опубликована в 1973 году.
После замужества и с рождением детей интенсивность литературного творчества Бурден пришлось сократить, но она вернулась к нему, когда ей исполнилось 40 лет (к этому времени она ещё и развелась) с романом «Les sirènes de Saint-Malo». Возвращение оказалось трудным, поначалу её рукописи не вызывали интереса у издателей. Но она была настойчива и продолжала рассылать свои тексты по почте. Примерно после пятнадцати отказов, в 1991 году, её напечатал Деноэль Мано, появились публикации и в изданиях круглого стола Sang et и éditions belfond3.
Бурден продала около 40 романов за последние 25 лет, в общей сложности тиражом восемь миллионов экземпляров. В 2011 году она заняла 11-е место в списке авторов бестселлеров Франции. Несмотря на это пресса мало интересовалась ей, опубликованных о её творчестве статей не много. Её романы, как правило, семейные драмы, а их персонажи — люди, с которыми читатели могут общаться в повседневной жизни, могут быть они сами, про её произведения говорят — «Истории, которые похожи на нас». Ряд сюжетов был экранизирован.
Бурден умерла 25 декабря 2022 года в возрасте 70 лет. Обстоятельства её смерти не были раскрыты для общественности, панихида состоялись 3 января 2023 года в церкви Сен-Пьер в Порт-Морт (Эуре), после чего последовало захоронение на муниципальном кладбище.
Дочь Бурден, Фредерике Ле Тернер, родившаяся в 1982 году, стала радиоведущей.